# Tofieldia pusilla
Espèce
Synonymes
- Abama pusilla (Michx.) Raf.[1]
- Anthericum calyculatum Pall.[1]
- Isidrogalvia borealis Steud.[1]
- Narthecium boreale Wahlenb.[1]
- Narthecium pusillum Michx.[1] [2] [3]
- Phalangium minimum Hill[1]
- Tofieldia alpina Hoppe & Sternb.[1]
- Tofieldia alpina Hoppe & Sternberg.[2]
- Tofieldia borealis (Wahlenb.) Wahlenb.[1]
- Tofieldia borealis Wahlenb.[2]
- Tofieldia calyculata subsp. capitata (Hoppe) K.Richt.[1]
- Tofieldia minima (Hill) Druce[1]
- Tofieldia minima Druce[3]
- Tofieldia palustris var. capitata (Hoppe) Hoppe[1]
- Tofieldia palustris auct.[2]

La tofieldie naine (Tofieldia pusilla)  aussi appelée tofieldie boréale est une plante herbacée vivace de la famille des Tofieldiaceae. Elle a une distribution circumpolaire et alpine. Elle se développe souvent dans les zones humides.

## Liste des sous-espèces
- Tofieldia pusilla subsp. austriaca Kunz (1961)
- Tofieldia pusilla subsp. pusilla